# Krokvitmossa
Krokvitmossa (Sphagnum subsecundum) är en bladmossart som beskrevs av Nees in Sturm 1819 [Apr. Enligt Catalogue of Life ingår Krokvitmossa i släktet vitmossor och familjen Sphagnaceae, men enligt Dyntaxa är tillhörigheten istället släktet vitmossor och familjen Sphagnaceae. Arten är reproducerande i Sverige. Inga underarter finns listade i Catalogue of Life.

## Bildgalleri

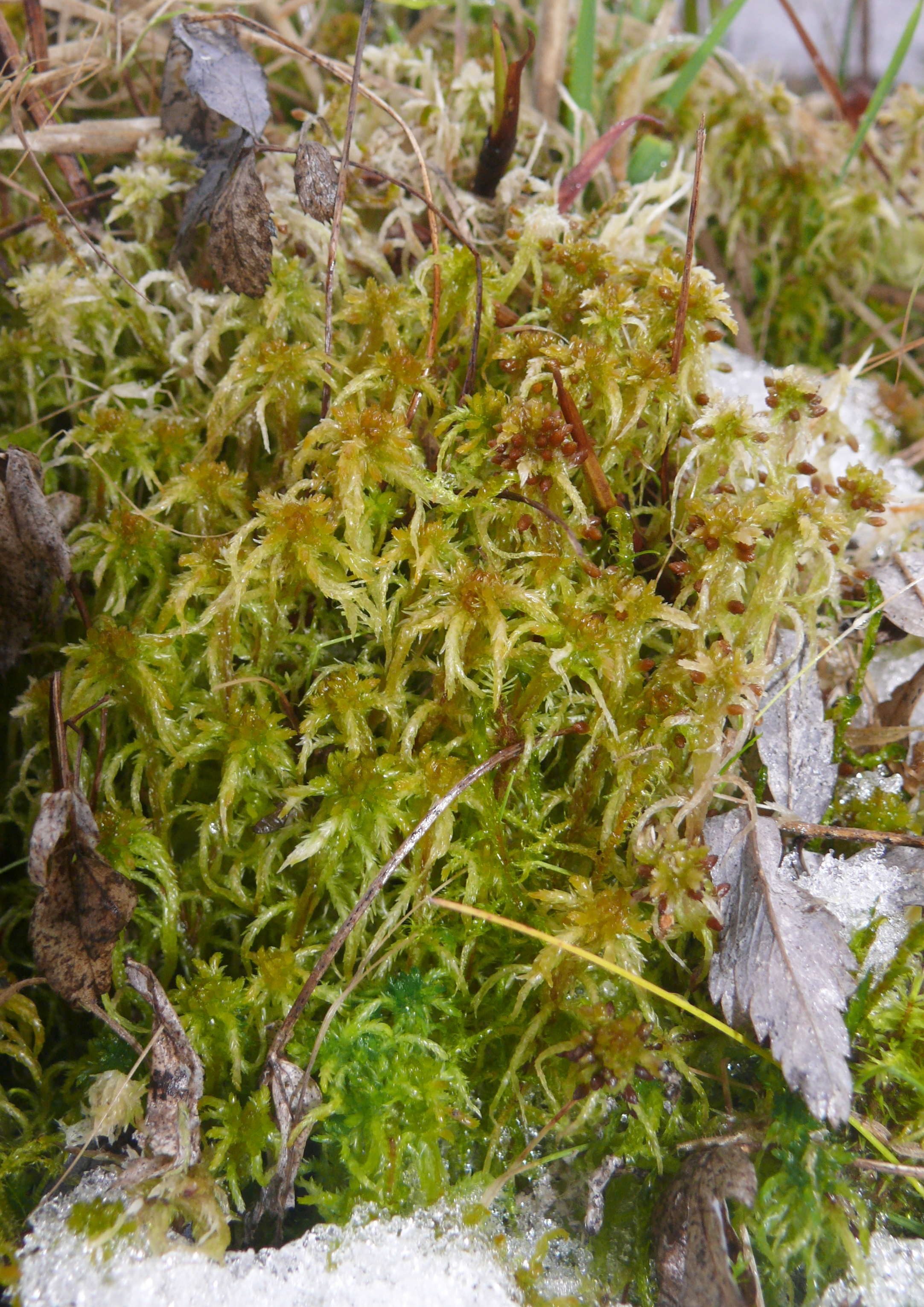